# 블레싱 오카그바레
블레싱 오카그바레-이그호테구오노르(아프리칸스어: Blessing Okagbare-Ighoteguonor, 1988년 10월 9일 ~ )는 나이지리아의 육상 선수이다.
오카그바레는 나이지리아의 델타주 사펠레에서 태어났다. 그녀의 체격을 감안할때, 선생님과 가족은 그녀에게 운동을 하도록 권유했다. 처음에 그녀는 고등학교에서 축구를 했고, 2004년에 육상 경기에 관심을 기울이기 시작했다. 오카그바레는 2006년 세계 주니어 육상 선수권 대회에서 우승했다.
그녀는 19세의 나이로 2008년 베이징 하계 올림픽 여자 멀리뛰기에서 동메달을 땄다.
오카그바레는 2011년 대구 세계 선수권 대회 100m 결승에서 11.12초로 5위를 했다.
오카그바레는 2012년 런던 올림픽에 출전했다. 그녀는 그 대회에서 빠른 100m 경기를 뛰었으며 메달에 대한 많은 희망이 있었다. 그녀는 100m 준결승에서 10.92초의 개인 최고 기록을 세웠지만, 11.01초를 기록하며 8위에 머물렀다.
오카그바레는 2013년 모스크바 세계 선수권 대회 멀리뛰기에서 은메달을 획득했다. 그녀는 100m 결승에서 11.04초로 달려서 6위를 했고 , 200m 경주에서 3위를 했다.
2022년 2월 도핑 혐의로 10년 자격정지 처분을 받았다.

## 개인 생활
2014년 9월에 그녀는 나이지리아의 축구 선수 이그호 오테그헤리와 결혼했다.

## 같이 보기
- 올림픽 육상 여자 메달리스트 목록